# 埃爾帕爾馬爾 (歐拉區)
埃爾帕爾馬爾（西班牙語：El Palmar），是巴拿馬的城鎮，位於該國中部，由科克萊省的歐拉區負責管轄，面積111.3平方公里，海拔高度252米，2010年人口1,256，人口密度每平方公里11.3人。